# Libnotes longistigma
Libnotes longistigma är en tvåvingeart som beskrevs av Alexander 1921. Libnotes longistigma ingår i släktet Libnotes och familjen småharkrankar. Inga underarter finns listade i Catalogue of Life.